# Furi
Koordinaten: 46° 0′ N, 7° 44′ O; CH1903: 622744 / 94468

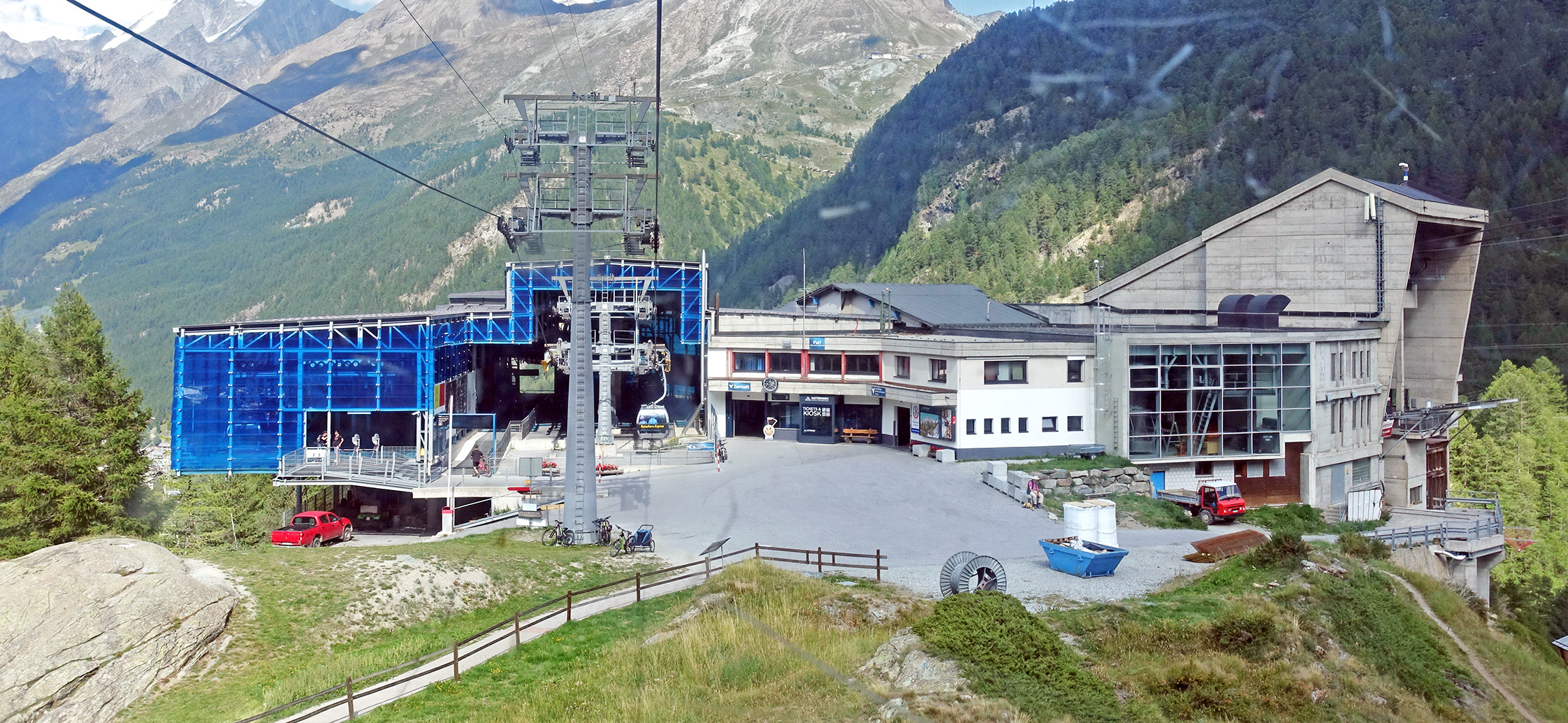
Seilbahnstation Furi

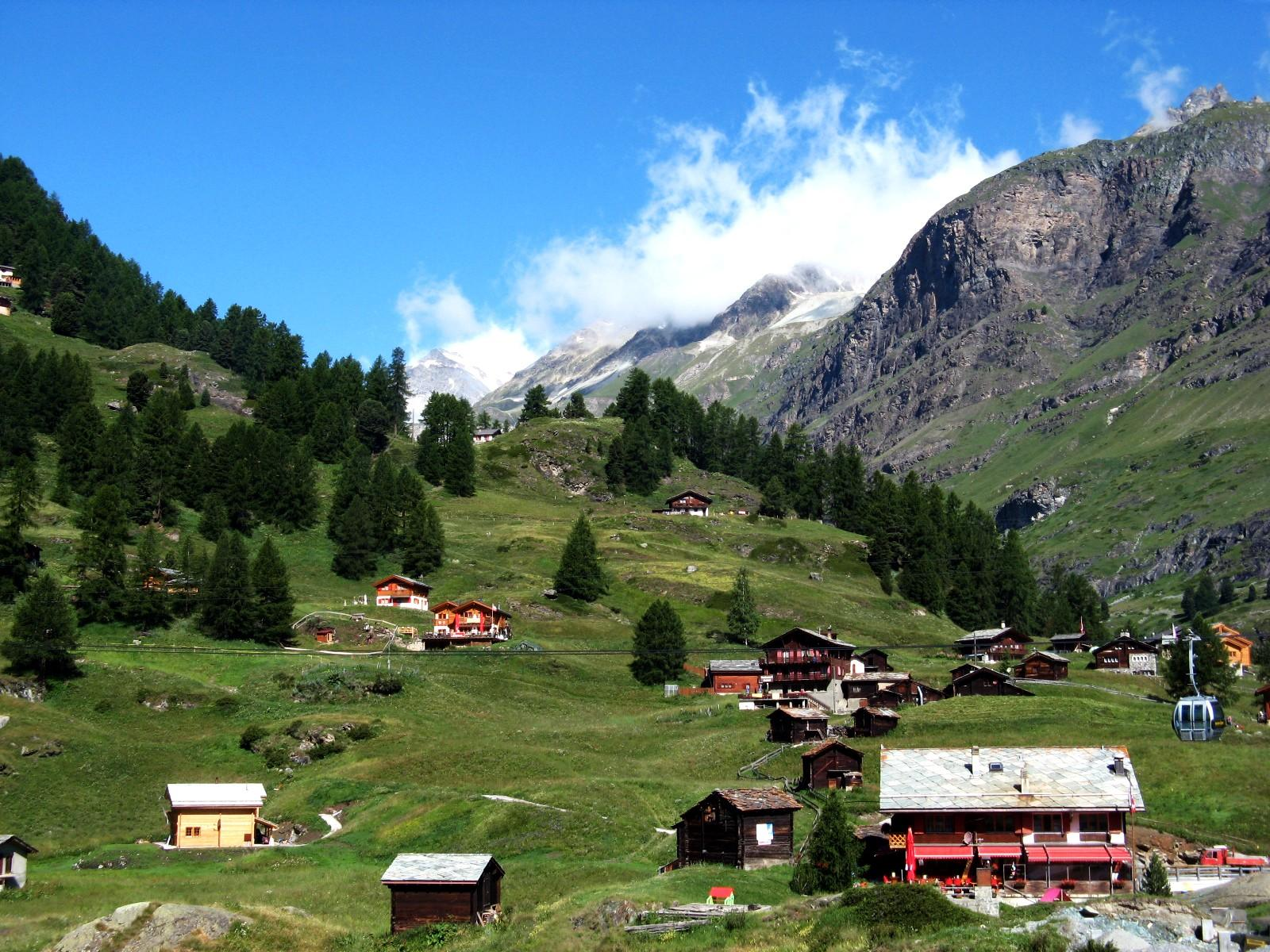
Furi

Das Furi befindet sich drei Kilometer südlich von Zermatt auf einer Höhe von 1867 m ü. M. in den Walliser Alpen. Es ist eine relativ flache Terrasse zwischen der Gornera und dem Zmuttbach. An ihrer Nordseite sinkt sie stetig bis zum Dorf Zermatt (1619 m). Westlich und östlich ist das Gelände steiler und fällt auf 1670 m bzw. 1650 m ab. An der Südseite steigt der Bergrücken recht steil an.
Furi ist seit den 1950er Jahren durch eine Seilbahn mit Zermatt verbunden. Inzwischen wurde auch eine Gondelbahn gebaut. Von Furi kann man mit einer weiteren Seilbahn (nach Trockener Steg) sowie zwei Gondelbahnen (nach Riffelberg und Schwarzsee) weiterfahren. Die Seilbahn Furi-Furgg wurde 2003 demontiert.
Furi ist der grösste Knotenpunkt im ganzen Skigebiet von Zermatt. Die Verbindung mit Trockener Steg ermöglicht einen schnellen Transfer (15 min von Zermatt) zum Gletscherskigebiet. Die Verbindung nach Schwarzsee ist die Anfahrt zur Matterhornbesteigung. Und die neue Gondelbahn nach Riffelberg ist die Verbindung der beiden Teilskigebiete Klein Matterhorn und Gornergrat.
Südlich von Furi kann man die Gornera auf der Furi-Hängebrücke überqueren und zum Gletschergarten Dossen gelangen.